# Biełaruś
Biełaruś (biał. Беларусь) – miesięcznik wydawany od 2005 roku w językach białoruskim, polskim, niemieckim, francuskim, angielskim i hiszpańskim, mający na celu szerzenie wiedzy na temat Białorusi, wydawany przez Ministerstwo Informacji Republiki Białorusi. 
Korzenie czasopisma sięgają 1930 roku, gdy ukazał się po raz pierwszy dwutygodnik „Czyrwonaja Biełaruś” („Чырвоная Беларусь”) (wychodził do 1933). W 1944 roku zadecydowano o wznowieniu gazety, która ukazywała się teraz raz na dwa miesiące w językach białoruskim i rosyjskim (tytuł: Беларусь). 
Od 1997 roku pismo wychodziło co miesiąc w dwóch językach państwowych Republiki Białorusi (od 2003 raz na dwa miesiące). W lutym 2005 roku ponownie zmieniono formułę gazety: odtąd przyjęła ona obecną nazwę i jest wydawana po białorusku oraz w pięciu językach środkowo- i zachodnioeuropejskich. Ma za zadanie dostarczać obiektywną – w rozumieniu władz – informację na temat sytuacji na Białorusi. 